# Pinhal de São Bento
Pinhal de São Bento est une municipalité brésilienne située dans l'État du Paraná.